# Гуго фон Лангендорфф
Гуго Ріхард Лоренц фон Лангендорфф (нім. Hugo Richard Lorentz von Langendorff; 28 липня 1876, Ганновер — 22 жовтня 1955, Гогенгайн) — німецький військовий чиновник, міністерський директор. Кавалер Німецького хреста в сріблі.

## Сім'я
Був одружений, мав чотирьох дітей.

## Нагороди
- Залізний хрест 2-го і 1-го класу
- Почесний хрест ветерана війни з мечами (1934)
- Медаль «За вислугу років у Вермахті» 4-го, 3-го, 2-го і 1-го класу (25 років; 2 жовтня 1936) — отримав 4 нагороди одночасно.
- Медаль «У пам'ять 13 березня 1938 року»
- Медаль «У пам'ять 1 жовтня 1938 року»
- Хрест Воєнних заслуг 2-го і 1-го класу з мечами
- Німецький хрест в сріблі (24 листопада 1944) — як міністерський директор і начальник відділу військових карт та геодезії Генштабу сухопутних військ.